# Sträv rudbeckia
Sträv rudbeckia (Rudbeckia hirta) är en växtart i rudbeckiasläktet, i familjen korgblommiga växter.
Flera variteter av arten odlas som trädgårdsväxter, till exempel sommarrudbeckia (Rudbeckia hirta var. pulcherrima).